# My All
A My All Mariah Carey amerikai énekesnő ötödik kislemeze hetedik, Butterfly című albumáról. A dal egy latin-amerikai stílusú szomorú szerelmes dal. Az Egyesült Államokban ez volt Carey tizenharmadik listavezető száma a Billboard Hot 100 slágerlistán, ezzel az énekesnő rekordot döntött, melyet a mai napig tart. A dal Carey egyik legnépszerűbb száma.

## Fogadtatása
A My All az album ötödik kislemeze volt ugyan, de csak a harmadik olyan, amit nagy reklámkampány kísért és csak a második, ami az USA-ban kereskedelmi forgalomba került. Ez a dal lett Carey tizenharmadik listavezető száma a Billboard Hot 100 listán, ezzel Carey lett a legtöbb amerikai listavezető számmal rendelkező női előadó (korábban Diana Ross-szal osztozott ezen a rekordon). A My All, amely az Egyesült Államokban dupla A-oldalas kislemezként jelent meg a Breakdownnal, a slágerlista második helyén nyitott (Careynek ez volt a második száma az Always Be My Baby után, ami a lista második helyén debütált), és két héttel később került fel az első helyre, ahol egy hetet töltött, 1998. május 17. és május 23. között.
A My All-nál is megfigyelhető volt az, ami az 1990-es évek végén Carey minden kislemezénél: a kislemez nagy példányszámban kelt el, de a dal a rádiókban csak mérsékelt sikert aratott, ami rossz hatással volt a slágerlistás helyezésére, mert a Billboardnak az ebben az időben bevezetett új szabályai értelmében a rádiós játszások nagyobb súllyal estek latba a helyezések kiszámításánál. A dal tizennyolc hetet töltött a Top 40-ben, platinalemez lett és a tizenhatodik helyre került a Hot 100 év végi listán.
A dal az Egyesült Államokon kívül is sikert aratott, a Top 10-be került az Egyesült Királyságban, Brazíliában, Franciaországban és Svájcban, és a Top 20-ba számos másik országban.

## Videóklipek
A My All videóklipjét, melyet 1998 márciusában kezdtek adni, fekete-fehérben forgatták Puerto Ricón. Ez volt Herb Ritts divatfotós és kliprendező egyik utolsó klipje, mielőtt meghalt. A klip elején Carey egy felfordított csónakon fekszik, majd a tengerparton sétál virágok között, a távolban egy világítótorony fénye látható. A klipet Sandro Botticelli Vénusz születése című festménye ihlette. A klip egyik jelenetében Careyt a szerelmesével mutatják, a klip végén azonban ismét egyedül van.
A dal So So Def Remixéhez is készült klip, ezt Diane Martel rendezte. Ebben a klipben Carey, Jermaine Dupri, Lord Tariq és Peter Guns buliznak egy barátjuk házában. A klipet úgy forgatták, hogy házi videófelvételre emlékeztessen.
A dal Classic Radio Mixéhez az eredeti, Herb Ritts rendezte klip jeleneteiből vágtak össze klipet.

## Remixek
A My All Carey egyik legtöbbet remixelt dala. A fő R&B-remix a So So Def Remix, melyben Lord Tariq és Peter Guns rappelnek, Carey pedig újraénekelte hozzá a vokálokat. A remix a Loose Ends Stay a Little While című számából használ fel részletet, ezért ismert My All (Stay Awhile) címen is.
A dal fő club mixét David Morales készítette. A Classic Club Mix címen ismert remix Carey első olyan Morales-remixe, amihez nem énekelte újra teljesen a vokálokat, emiatt a remix énekelt része eléggé hasonlít az eredeti dalra. Ez a remix nagy sikert aratott, és a 2003-as Charmbracelet World Tour, valamint a 2006-os Adventures of Mimi Tour nevű turnékon is használták a táncbetéthez.
A dal spanyol nyelvű változata, a Mi todo (a dalszöveget Manny Benito fordította) egyes kislemezeken és a Butterfly album latin-amerikai kiadásán jelent meg. Korábbi, spanyolul is felénekelt számaitól, a Hero-tól és az Open Armstól eltérően a spanyol változatot itt Carey más hangfekvésben énekelte fel, mint az eredetit. A dal első sorát félrefordították és nyelvtanilag is helytelen, emiatt Carey megemlítette weboldalán, hogy többé nem énekli fel dalait spanyolul addig, amíg nem tudja kellően megítélni, helyes-e a szöveg és a kiejtése. A My All a mai napig az utolsó dala, amit angolul és spanyolul is elénekelt.
A Mi todo remixeit – összesen négyet – a Columbia Records megbízásából Ippocratis „Grego” Bournellis (DJ Grego) készítette, ezek Mexikóban jelentek meg, de csak promóciós lemezen.

### Hivatalos remixek listája
| - My All (A Cappella) - My All (Def Club Mix) - My All (Full Crew Main Mix) - My All (Full Crew Main Mix w/o Rap) - My All (Full Crew Radio Mix) - My All (Full Crew Main Mix Instrumental) - My All (Instrumental) - My All (Morales Classic Club Mix) - My All (Morales Classic Radio Mix) - My All (Morales Classic Radio Club Mix) | - My All (Morales “Def” Club Mix) - My All (“My” Club Mix) - My All (“My” Instrumental) - My All / Stay Awhile (So So Def Remix feat. Lord Tariq & Peter Gunz) - My All / Stay Awhile (So So Def Remix Without Rap) - Mi todo (Original version) - Mi todo (Versión Por Una Noche Más) - Mi todo (Por Una Noche Más En Los Clubs) - Mi todo (Por Una Noche Más Instrumental) - Mi todo (Versión Mi Fiesta) |

## Változatok
| CD kislemez (Ausztria) 1. My All (Album version) 2. My All (Classic Radio Club Mix) CD maxi kislemez (Ausztria) 1. My All (Album version) 2. The Roof (Album version) 3. My All (Classic Radio Club Mix) CD maxi kislemez (Ausztria) 1. My All (So So Def Remix) 2. My All (Morales Classic Radio Edit) 3. The Roof (Back in Time) (Morales Funky Club Mix) 4. The Roof (Back in Time) (Full Crews’ Club Mix) CD maxi kislemez, kazetta (Ausztrália) 1. My All (Album version) 2. My All (Classic Radio Mix) 3. My All (Classic Club Mix) 4. My All (“My” Club Mix) CD maxi kislemez (Ausztria, Dél-Afrika) 1. My All (Album version) 2. My All (Classic Radio Club Mix) 3. My All (Classic Club Mix) 4. The Roof (Mobb Deep Edit) CD maxi kislemez (Ausztria) 1. My All / Stay Awhile (So So Def Remix ft. Lord Tariq & Peter Gunz) 2. My All / Stay Awhile (So So Def Remix Without Rap) 3. My All (Morales “Def” Club Mix) 4. My All (Full Crew Main Mix) CD maxi kislemez (Ausztria) 1. My All (Album version) 2. My All (Morales Classic Radio Mix) 3. My All (Morales Classic Club Mix) 4. My All (Full Crew Main Mix) 5. My All (Full Crew Radio Mix) CD/7" /kazetta/video kislemez (USA) Mini CD (Japán) 1. My All 2. Breakdown CD maxi kislemez (Mexikó) 1. Mi todo (Versión Por Una Noche Más) 2. Mi todo (Versión Mi Fiesta) 3. Mi todo (Por Una Noche Más En Los Clubs) 4. Mi todo (Por Una Noche Más Instrumental) 5. Mi todo (Original version) CD maxi kislemez (Mexikó) 1. Mi todo 2. Butterfly (Meme’s Extended Club Mix – Part 1 & 2) 3. Butterfly (Sambatterfly) 4. Butterfly (Classic Bossa Nova) 5. My All | CD maxi kislemez (USA, Dél-Korea) 1. My All (Album version) 2. My All (Classic Club Mix) 3. Breakdown (The Mo' Thugs Remix ft. Bone Thugs-N-Harmony) 4. The Roof (Mobb Deep Edit) 5. Fly Away (Butterfly Reprise) (Fly Away Club Mix) CD maxi kislemez (USA) 1. My All / Stay Awhile (So So Def Remix ft. Lord Tariq & Peter Gunz) 2. My All / Stay Awhile (So So Def Remix without Rap) 3. My All (Morales “My” Club Mix) 4. My All (Morales “Def” Club Mix) 5. The Roof (Morales Funky Club Mix) 12" maxi kislemez (Hollandia) 1. My All (Classic Club Mix) 2. My All (“My” Club Mix) 3. My All (Album version) 4. My All (Classic Radio Club Mix) 12" maxi kislemez (USA) 1. My All (Classic Club Mix) 2. The Roof (Mobb Deep Mix) 3. Breakdown (The Mo' Thugs Remix ft. Bone Thugs-N-Harmony) 4. Fly Away (Butterfly Reprise) (Fly Away Club Mix) 12" maxi kislemez (USA) 1. My All / Stay Awhile (So So Def Remix ft. Lord Tariq & Peter Gunz) 2. My All / Stay Awhile (So So Def Remix without Rap) 3. The Roof (Morales Funky Club Mix) 4. My All (Morales “My” Club Mix) 5. My All (Morales “Def” Club Mix) 12" maxi kislemez (Egyesült Királyság) 1. My All (Morales Classic Club Mix) 2. My All (Morales “My” Club Mix) 3. My All (So So Def Remix) 4. My All (Full Crew Main Mix) 5. The Roof (Back in Time) (Morales Funky Club Mix) 6. The Roof (Back in Time) (Morales After Hours Mix) 7. The Roof (Back in Time) (Full Crews’ Club Mix) Kazetta (Egyesült Királyság) 1. My All (Album version) 2. My All (Morales Classic Radio Mix) Kazetta (USA) 1. My All (Album version) 2. My All (Classic Club Mix) 3. The Roof (Mobb Deep Edit) 4. Breakdown (The Mo' Thugs Remix ft. Bone Thugs-N-Harmony) 5. Fly Away (Butterfly Reprise) (Fly Away Club Mix) |

## Helyezések
| Slágerlista (1998)          | Legmagasabb helyezés |
| --------------------------- | -------------------- |
| Ausztrál ARIA kislemezlista | 39                   |
| Brazil kislemezlista        | 4                    |
| Francia kislemezlista       | 6                    |
| Holland Top 100 kislemez    | 32                   |
| Kanadai kislemezlista       | 12                   |
| Német kislemezlista         | 30                   |
| Norvég Top 20 kislemez      | 15                   |
| Svájci Top 100 kislemez     | 7                    |
| Svéd Top 60 kislemez        | 14                   |

| Slágerlista (1998)                               | Legmagasabb helyezés |
| ------------------------------------------------ | -------------------- |
| Brit kislemezlista                               | 4                    |
| USA ARC Weekly Top 40                            | 1                    |
| USA Billboard Hot 100                            | 1                    |
| USA Billboard Hot R&B/Hip-Hop Singles & Tracks 1 | 4                    |
| USA Billboard Hot Dance Music/Club Play          | 5                    |
| USA Billboard Mainstream Top 40                  | 18                   |
| USA Billboard Rhythmic Top 40                    | 8                    |
| USA Billboard Adult Contemporary                 | 18                   |
| Nemzetközi egyesített slágerlista                | 2                    |

1 My All / Breakdown